# Borșa
Borșa (węg.: Borsa, niem.: Borscha, jidysz: בורשא Borsza) – miasto w północnej Rumunii, blisko granicy z Ukrainą, w okręgu Marmarosz. Leży w dolinie Vișeu, u podnóża Karpat Marmaroskich i Gór Rodniańskich. W rejonie miasta znajduje się przełęcz Prislop, przez którą biegnie droga krajowa DN18, łącząca Borșę z miejscowością Kimpulung Mołdawski w okręgu Suczawa. 
Według spisu ludności z 2007 roku miasto zamieszkuje 26 984 osób. Znaczna większość mieszkańców jest wyznania prawosławnego. Rumuni stanowią 93,7% populacji, drugą najliczniejszą grupą są Węgrzy - 1,64%. W mieście jest uzdrowisko, a także ośrodek sportów zimowych, łączna długość tras narciarstwa alpejskiego wynosi blisko 6 km. W mieście rozwinął się przemysł drzewny. W pobliżu Borșy leży także Park Narodowy Gór Rodniańskich.

## Galeria

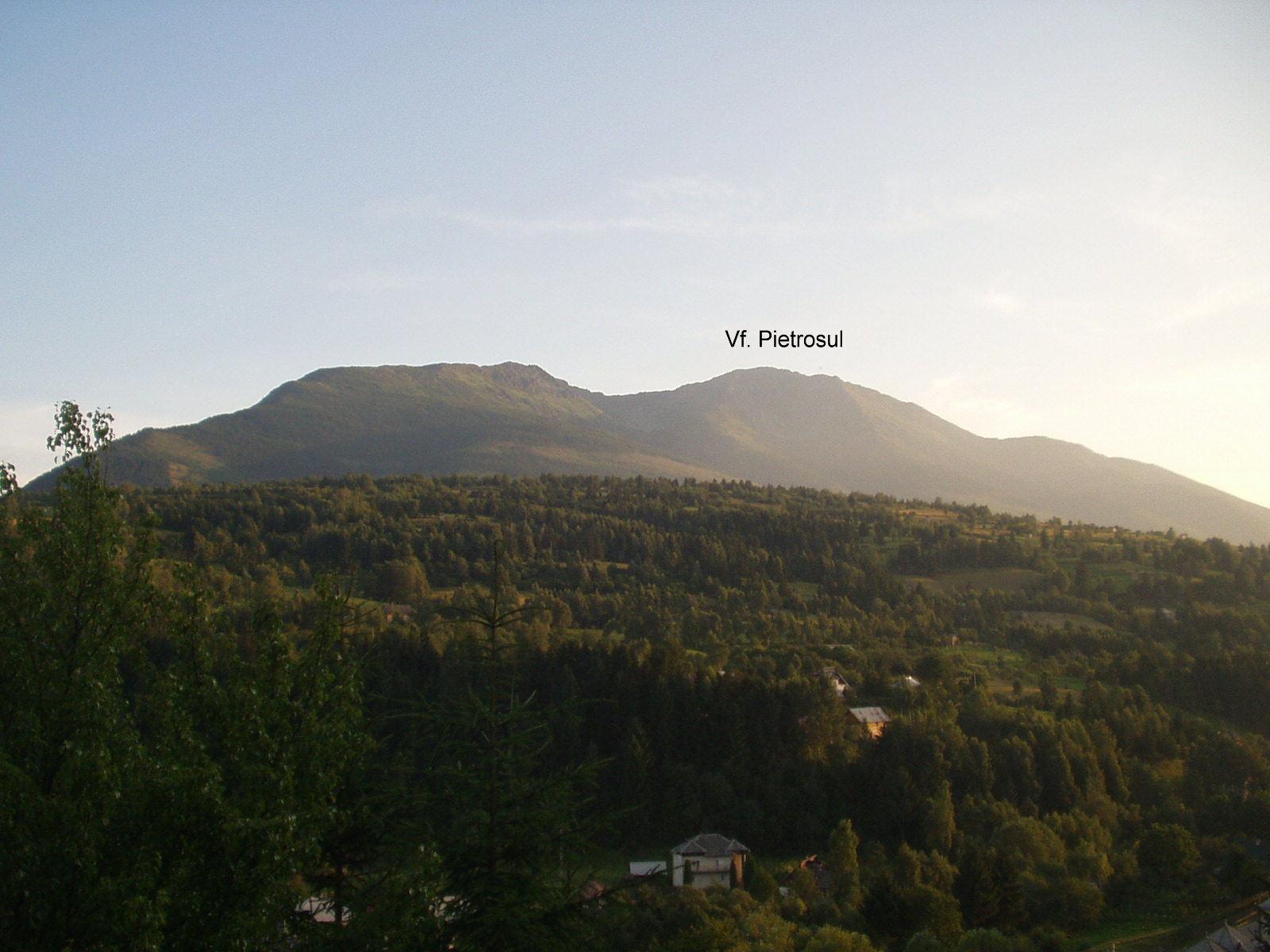
Widok z Borșy na Pietrosul
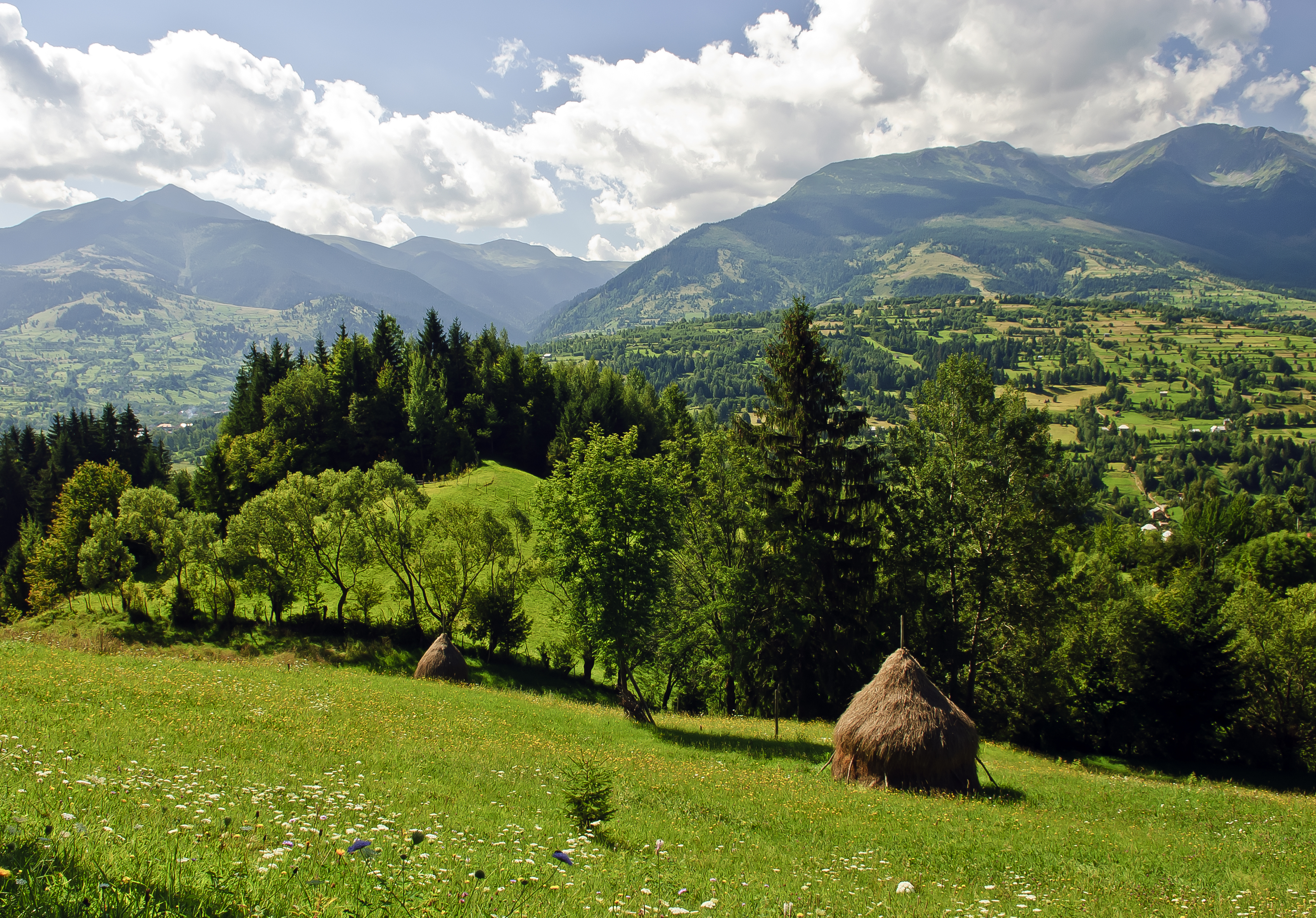
Widok na Pietrosu Mare
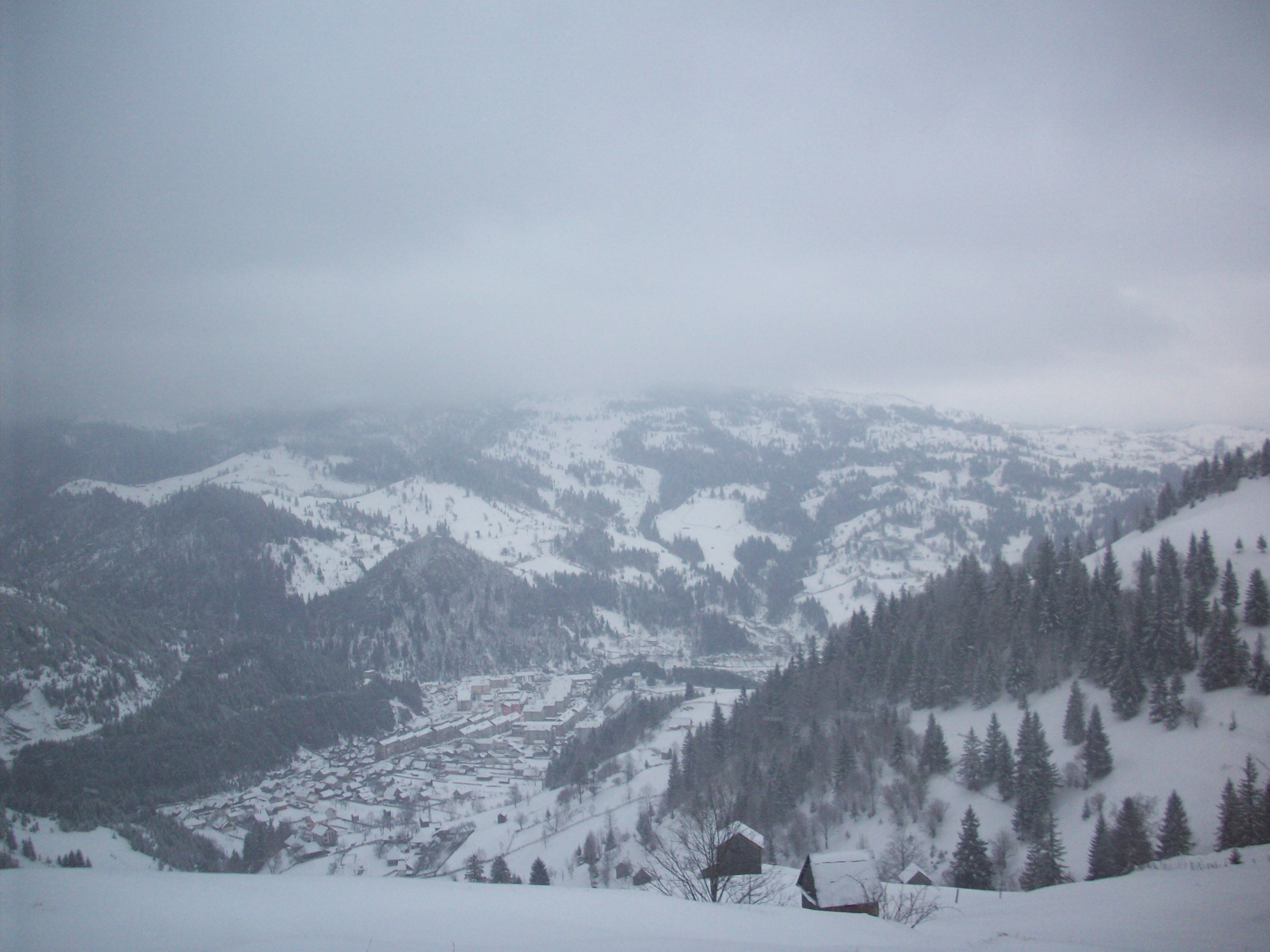
Borșa zimą